# Jaridżan-e Chalese
Jaridżan-e Chalese – wieś w Iranie, w ostanie Azerbejdżan Zachodni, w szahrestanie Mijandoab. W 2006 roku liczyła 950 mieszkańców.